# Alexei Michailowitsch Markow

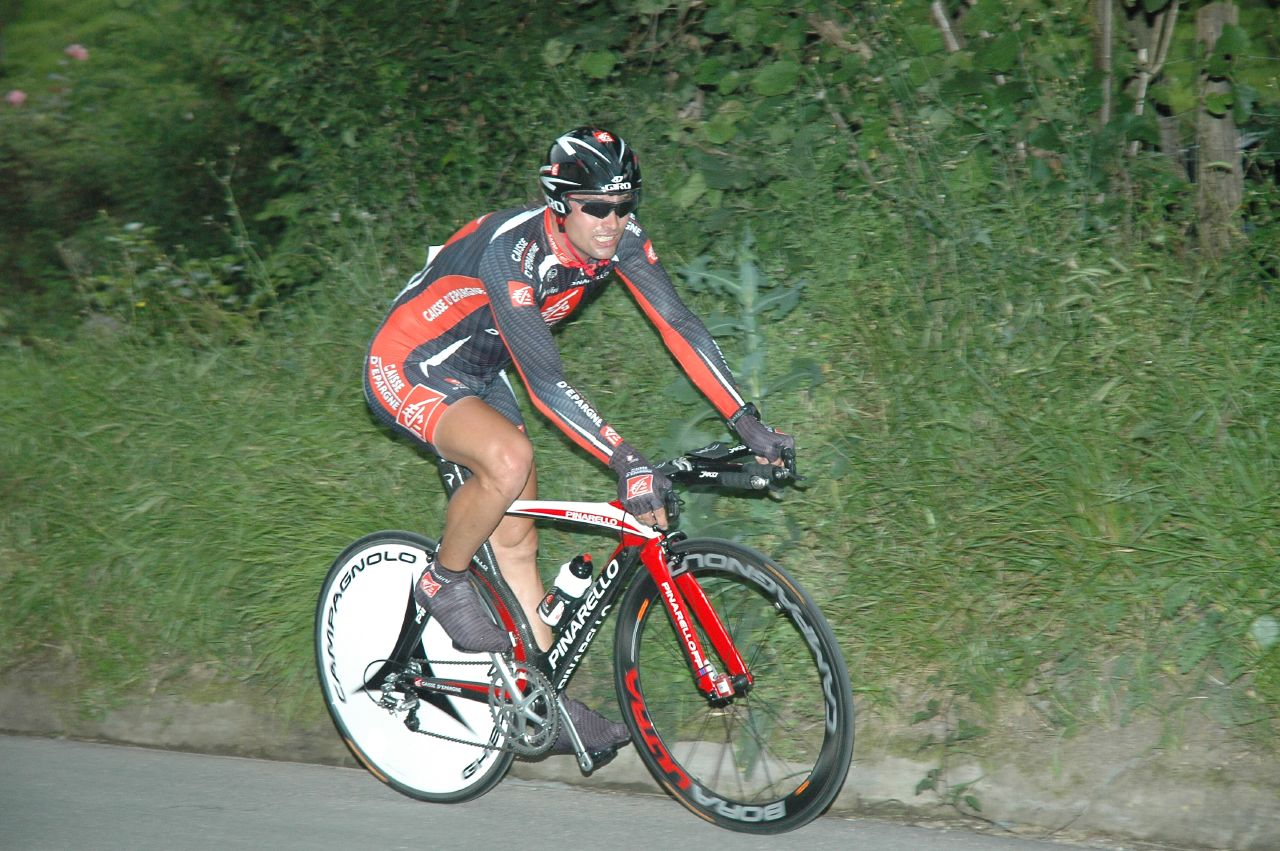
Alexei Markow bei der Euskal Bizikleta 2007

Alexei Michailowitsch Markow (russisch Алексей Михайлович Марков; Alexey/Alexei Markov; * 26. Mai 1979 in Moskau, Sowjetunion) ist ein ehemaliger russischer Radrennfahrer. Er startete bei fünf Olympischen Spielen.

## Karriere
Markow wurde 2001 Radprofi. Seine ersten Erfolge sammelte er 2004 bei der Normandie-Rundfahrt für seine Mannschaft CCC-Polsat. 2005 wechselte er dann zum spanisch-portugiesischen Team Milaneza-Maia. Dort gewann er mehrere Etappen bei portugiesischen Etappenrennen. Unter anderem bei der Algarve-Rundfahrt und beim Grande Prémio Correios de Portugal. 2006 und 2007 fuhr er für das spanische ProTeam Caisse d’Epargne-Illes Balears und 2008 bei der russischen Mannschaft Katjuscha Continental Team.
Fünfmal – 1996, 2000, 2004, 2008 und 2012 – startete Markow bei Olympischen Spielen in verschiedenen Disziplinen auf der Bahn und gewann insgesamt drei Medaillen. 1996 in Atlanta mit dem Bahn-Vierer (Eduard Grizun, Nikolai Kusnezow und Anton Schantyr) Silber in der Mannschaftsverfolgung. 2000 in Sydney errang er die Bronzemedaille im Punktefahren und acht Jahre später in Peking ebenfalls Bronze gemeinsam mit Michail Ignatjew im Zweier-Mannschaftsfahren.
Ab 2012 fuhr Markow für RusVelo. Ende der Saison 2012 beendete er seine Karriere als Berufsradfahrer. Seitdem ist er als Sportlicher Leiter für RusVelo tätig.
Alexei Markow ist der Sohn des 2012 verstorbenen Radrennfahrers Michail Markow, der bei den UCI-Bahn-Weltmeisterschaften 1967 hinter Bruno Walrave Vize-Weltmeister der Amateur-Steher wurde.

## Erfolge – Straße
1997
- Junioren-Weltmeisterschaften – Einzelzeitfahren

1999
- eine Etappe Vuelta a Navarra

2000
- drei Etappen Cinturón a Mallorca

2002
- zwei Etappen Grande Prémio Internacional de Torres Vedras
- zwei Etappen Grande Prémio CTT Correios de Portugal

2004
- zwei Etappen Tour de Normandie

2005
- eine Etappe Algarve-Rundfahrt
- Gesamtwertung und zwei Etappen Grande Prémio CTT Correios de Portugal
- eine Etappe Grande Prémio Internacional de Torres Vedras

2006
- eine Etappe Vuelta a La Rioja

2008
- eine Etappe Tour of Sochi

2010
- eine Etappe Tour of Hainan

2011
- eine Etappe Flèche du Sud
- eine Etappe China-Rundfahrt

## Erfolge – Bahn
1996
- Olympische Spiele – Mannschaftsverfolgung (mit Eduard Grizun, Nikolai Kusnezow und Anton Schantyr)

1997
- Weltmeisterschaften – Einerverfolgung

1999
- Weltmeisterschaften – Mannschaftsverfolgung (mit Wladislaw Borissow, Eduard Grizun, und Denis Smyslow)

2000
- Olympische Spiele – Punktefahren

2004
- Europameister – Omnium

2007
- Europameisterschaften – Zweier-Mannschaftsfahren (mit Michail Ignatjew)

2011
- Weltmeisterschaften – Mannschaftsverfolgung mit (Iwan Kowaljow, Jewgeni Kowaljow und Alexander Serow)
- Russischer Meister – Mannschaftsverfolgung mit Iwan Kowaljow, Jewgeni Kowaljow und Alexander Serow
- Russischer Meister – Madison mit Alexander Serow
- Weltcup Astana – Mannschaftsverfolgung (mit Iwan Kowaljow, Jewgeni Kowaljow und Alexander Serow)

2012
- Europameister – Mannschaftsverfolgung (mit Artur Jerschow, Waleri Kaikow und Alexander Serow)

## Teams
- 1998 Lokosphinx
- 2001 Itera
- 2002 Itera
- 2003 Lokomotiv
- 2004 Hoop CCC-Polsat
- 2005 Milaneza-Maia
- 2006 Caisse d’Epargne-Illes Balears
- 2007 Caisse d’Epargne
- 2008 Katjuscha Continental Team
- 2009 Katjuscha
- 2012 RusVelo